# Florian Jungwirth
Florian Jungwirth (* 27. Januar 1989 in Gräfelfing) ist ein ehemaliger deutscher Fußballspieler.

## Karriere

### Vereine

#### TSV 1860 München
Jungwirth begann in Karlsfeld beim am nordwestlichen Stadtrand von München im Landkreis Dachau ansässigen TSV Eintracht Karlsfeld mit dem Fußballspielen. Im Mai 2000 wechselte er in die Jugendabteilung des TSV 1860 München, durchlief die Altersklassen U-11 bis U-19, gewann mit der U-17-Nachwuchsmannschaft 2006 die deutsche B-Jugend-Meisterschaft und im darauffolgenden Jahr mit der U-19-Nachwuchsmannschaft den DFB-Junioren-Vereinspokal.
Ab der Saison 2007/08 gehörte Jungwirth dem Regionalligakader der U-23-Nachwuchsmannschaft an. Sein Debüt im Seniorenbereich gab er am 15. September 2007 (8. Spieltag) beim 3:0-Sieg im Heimspiel gegen den VfR Aalen von Beginn an; bis Ende 2009 wurde er 48 Mal in der Reservemannschaft der „Löwen“ eingesetzt.
Im Sommer 2008 wurde er in den Profikader berufen. Dort saß Jungwirth in der Spielzeit 2008/09 elfmal auf der Bank, kam aber nicht zum Einsatz. In der Hinrunde der Saison 2009/10 gehörte er bei keinem Spiel dem Kader der Profis an und kam auch in der zweiten Mannschaft nur auf sieben Einsätze.

#### SG Dynamo Dresden
Im Januar 2010 verließ Jungwirth die „Sechzger“ und unterschrieb beim Drittligisten Dynamo Dresden. Nach elf Einsätzen im Trikot von Dynamo Dresden erlitt Jungwirth am 10. April 2010 beim 2:0-Sieg im Heimspiel gegen den FC Ingolstadt 04 einen Kreuzbandriss. Er fiel über ein halbes Jahr aus und verpasste somit auch die gesamte Vorbereitung der Saison 2010/11. Im Oktober 2010 gab er sein Comeback. In derselben Spielzeit erreichte er mit den Elbestädtern den Aufstieg in die 2. Bundesliga, nachdem man sich in der Relegation – nach Hin- und Rückspiel – gegen den VfL Osnabrück durchgesetzt hatte. In den darauffolgenden zwei Spielzeiten bestritt Jungwirth 53 Zweitligaspiele für Dynamo Dresden; sein im Sommer 2013 auslaufender Vertrag wurde dennoch nicht verlängert.

#### VfL Bochum und Darmstadt 98
Zur Saison 2013/14 erhielt Jungwirth einen Zweijahresvertrag beim VfL Bochum, dieser wurde jedoch ein Jahr später wieder aufgelöst. Er wechselte innerhalb der zweiten Liga zum Aufsteiger SV Darmstadt 98, mit dem er am Saisonende als Tabellenzweiter in die Bundesliga aufstieg. Als Abwehrspieler hatte er mit 27 Einsätzen dazu beigetragen. In der Erstligaspielzeit 2015/16 kam er zu 19 Einsätzen, als der Klassenerhalt gelang.

#### San José Earthquakes
Ende Januar 2017 verließ Jungwirth Darmstadt und wechselte in die Major League Soccer zu den San José Earthquakes.
In seiner Spielzeit bei den San Jose Earthquakes wurde er in den Jahren 2017, 2019 und 2020 zum besten Verteidiger des Teams gewählt. Sein Vertrag mit den San Jose Earthquakes wurde 2019 vorzeitig verlängert.

#### Vancouver Whitecaps FC
Im August 2021 wechselte Jungwirth innerhalb der Major League Soccer zum Vancouver Whitecaps FC. Im Januar 2023 gab Jungwirth sein Karriereende bekannt und stieg in das Trainerteam von Vancouver-Cheftrainer Vanni Sartini ein.

### Nationalmannschaft
Florian Jungwirth gehörte von der U-16- bis zur U-20-Nationalmannschaft zur Stammbesetzung der jeweiligen DFB-Junioren-Auswahlmannschaften. 2006 nahm er mit der U-17-Auswahl an der Europameisterschaft in Luxemburg teil, die man mit dem vierten Platz abschloss. 2008 führte er die U-19-Nationalmannschaft als Kapitän bei der Europameisterschaft in Tschechien zum Titel. 2009 war er Kapitän der U-20-Nationalmannschaft bei der Weltmeisterschaft in Ägypten. Er bestritt fünf Turnierspiele jeweils über 90 Minuten, erzielte ein Tor und schied mit der Mannschaft im Viertelfinale aus dem Turnier aus. Jungwirth wurde im August 2008 vom DFB mit der Fritz-Walter-Medaille in Silber (U-19) als eines der herausragenden Talente im deutschen Fußball ausgezeichnet.

## Erfolge
- Vizemeister der 2. Bundesliga und Aufstieg in die Bundesliga 2015 (mit dem SV Darmstadt 98)
- Aufstieg in die 2. Bundesliga 2012 (mit Dynamo Dresden)
- U-19-Europameister 2008
- Deutscher B-Junioren-Meister 2006 (mit dem TSV 1860 München)
- DFB-Junioren-Vereinspokal-Sieger: 2007 (mit dem TSV 1860 München)

## Auszeichnungen
- Fritz-Walter-Medaille 2008 in Silber (U-19)

## Privatleben
Florian Jungwirth ist seit dem 23. Dezember 2015 mit seiner jetzigen Frau Kathleen verheiratet. Im Jahr 2018 erhielt Florian Jungwirth eine US Greencard. Durch die Greencard wird Jungwirth nicht weiter als internationaler Spieler gezählt, sondern wird behandelt wie ein Spieler mit US-Staatsbürgerschaft.
Er engagiert sich seit Jahren im Tierschutz und setzt sich vor allem für einen bessere Behandlung von Hunden ein.